# Відін (Румунія)
Відін (рум. Vidin) — село у повіті Горж в Румунії. Входить до складу комуни Жупинешть.
Село розташоване на відстані 211 км на захід від Бухареста, 22 км на південний схід від Тиргу-Жіу, 70 км на північ від Крайови.

## Населення
За даними перепису населення 2002 року у селі проживали 324 особи, усі — румуни. Усі жителі села рідною мовою назвали румунську.